# Eccoptosage brevispinosa
Eccoptosage brevispinosa är en stekelart som först beskrevs av Tosquinet 1903.  Eccoptosage brevispinosa ingår i släktet Eccoptosage och familjen brokparasitsteklar. Utöver nominatformen finns också underarten E. b. latimodjongis.